# 444. Sicherungs-Division
La 444. Sicherungs-Division fu una divisione di sicurezza dell'esercito tedesco attiva durante la seconda guerra mondiale che venne creata nel marzo 1941 e fu schierata sul fronte orientale, dove fu sciolta nel maggio 1943.

## Storia
La divisione fu costituita il 15 marzo 1941 a Ohlau ed era formata dallo stato maggiore della Division z.b.V. 444 e da un terzo della 221. Infanterie-Division. Dal luglio 1941 la divisione fu assegnata all'Heeresgruppe Süd, nell'area della Russia meridionale e utilizzata per compiti di sicurezza nelle retrovie dell'esercito. Da settembre in poi fu impiegata in diversi scontri contro i partigiani, che culminarono con l'uccisione della popolazione ebraica di Zaporož'e, causando circa 3.700 morti. Dal novembre 1941, alla divisione fu ordinato di istituire unità turche dai campi di prigionia e nel novembre 1942 fu creato un reggimento del Turkestan per la divisione. All'inizio di gennaio 1943, ora con l'Heeresgruppe A, sei squadroni di cavalleria calmucchi furono posti sotto il comando della divisione. Da febbraio in poi fu impiegata con compiti di sicurezza tra Rostov ed il Mius, tuttavia fu classificata come inadatta al combattimento. Il 31 maggio 1943 la divisione fu riorganizzata, distribuendo alcuni reggimenti alla 111. Infanterie-Division ed alla 454. Sicherungs-Division e ricevendo a sua volta altre unità. La divisione venne sciolta con ordinanza dell'11 maggio 1944.

## Ordine di battaglia
444. Sicherungs-Division febbraio 1942
- verstärktes Infanterie-Regiment 360
- Wach-Bataillon 708
- II./Artillerie-Regiment 221
- Landesschützen-Regimentsstab 46
- Divisions-Nachrichten-Abteilung 828
- Kosaken-Hundertschaft 444
- Panzer-Kompanie 445
- Turkestanische Hundertschaft 444
- Divisionseinheiten 360

444. Sicherungs-Division giugno 1943
- Sicherungs-Regiment 46
- Sicherungs-Regiment 602
- Nachrichten-Abteilung 828
- Kommandeur der Divisions-Nachschubtruppen 360

## Decorazioni
Alcuni soldati della 444. Sicherungs-Division furono premiati per le loro azioni in guerra:
- Croce Tedesca
  - in oro: 1
- Croce di Cavaliere della croce di ferro: 1

## Comandanti
- Generalleutnant Alois Josef Ritter von Molo (15 marzo 1941 - 1° aprile 1941)
- Generalleutnant Wilhelm Rußwurm (1° aprile 1941 - 3 febbraio 1942)
- General der Infanterie Helge Auleb (3 febbraio 1942 - 4 marzo 1942)
- Generalleutnant Adalbert Mikulicz (4 marzo 1942 - 11 maggio 1943)[1]